# Torneo Apertura 2023 (Liga MX Femenil Sub-19)
El Torneo Apertura 2023, es la IV edición del campeonato de liga de la Liga MX Femenil Fuerzas Básicas con el que inicia la temporada 2023-2024. Es la principal liga de fútbol profesional para mujeres jóvenes en México, para consolidar a las futbolistas siendo esta la competencia de fuerzas básicas para los clubes de la Liga MX Femenil.

## Sistema de competición
La competencia de Apertura 2023 se desarrollará en dos fases, a saber: 
- Fase de calificación, que se integra por las 18 jornadas del Torneo.
- Fase final, que se integra por los partidos de cuartos de final, semifinal y final.

### Fase de clasificación
Participan los 18 clubes filiales de la LIGA MX. Esta se jugará en la modalidad de regional, es decir los 18 clubes divididos en dos grupos, que determinará la LIGA MX.
En la fase de calificación se observará el sistema de puntos, apareciendo en los calendarios de juego primero el nombre del club local seguido del nombre del club visitante. La ubicación en la Tabla General de Clasificación, de cada grupo, estará sujeta a lo siguiente: 
1. Por juego ganado se obtendrán tres puntos.
2. Por juego empatado se obtendrá un punto.
3. Por juego perdido cero puntos.
4. El ganador en serie de penales se le otorgará un punto extra. (Únicamente en el Torneo Sub-19).

Para determinar los lugares que ocuparán los Clubes que participen en la Fase Final del Torneo de la Categoría Sub-19 se tomará como base la Tabla General de Clasificación, al término del torneo correspondiente. 
El orden de los clubes al final de la Fase de Calificación del torneo corresponderá a la suma de los puntos obtenidos por cada uno de ellos y se presentará en forma descendente. 
Si al finalizar las jornadas correspondientes del Torneo, según la categoría de que se trate, dos o más Clubes estuviesen empatados en puntos, su posición en la Tabla General de Clasificación de su grupo será determinada atendiendo a los siguientes criterios de desempate: 
1. Mejor diferencia entre los goles anotados y recibidos.
2. Mayor número de goles anotados.
3. Mayor número de goles anotados como visitante.
4. Marcadores particulares entre los Clubes empatados.
5. Tabla Fair Play.
6. Sorteo.

Para determinar los sitios que ocuparán los Clubes que participen en la Fase Final del Torneo de Fuerzas Básicas Sub-19, se tomarán a los cuatro mejores lugares de cada uno de los Grupos.

### Fase final
Los partidos correspondientes a la Fase Final se desarrollarán, en las siguientes etapas:
- Cuartos de final.

Los partidos de cuartos de final, así como de las semifinales se jugarán a un solo partido, mientras que la final se jugará a visita recíproca. 
Los ocho clubes calificados para la Fase Final de cada torneo serán reubicados en las llaves de acuerdo con su posición en la Tabla de Clasificación de cada grupo, respectivamente, de la siguiente manera:
Los partidos de cuartos de final se jugarán a un solo partido en el día y horario que determinen los Clubes participantes en conjunto con la LIGA MX, y en la cancha o Estadio del Club mejor ubicado. 
Los Clubes vencedores en los partidos de cuartos de final serán aquellos que anoten el mayor número de goles. De existir empate en el número de goles la posición se definirá mediante una serie de tiros penales.
- Semifinales.

En las semifinales participarán los cuatro clubes vencedores de cuartos de final, reubicándolos del uno al cuatro, de acuerdo a su mejor posición en la tabla General de clasificación al término de la jornada 18 del torneo correspondiente, enfrentándose:
Los partidos de Semifinales se jugarán a un único partido en el día y horario que determinen los Clubes participantes en conjunto con la LIGA MX, y en la cancha o Estadio del Club mejor ubicado.  
Los Clubes vencedores en los partidos de Semifinales serán aquellos que anoten el mayor número de goles. De existir empate en el número de goles, la posición se definirá mediante una serie de tiros penales
- Final

Los partidos de Semifinales se jugarán a un solo partido en el día y horario que determinen los Clubes participantes en conjunto con la LIGA MX, y en la cancha o Estadio del Club mejor ubicado. 
Los Clubes vencedores en los partidos de Semifinales serán aquellos que anoten el mayor número de goles. De existir empate en el número de goles, la posición se definirá mediante una serie de tiros penales hasta que resulte un vencedor.

### Lanzamiento de Tiros Penales
Exclusivamente en el Torneo de Fuerzas Básicas Sub-19, e independientemente del resultado, al final de cada partido y durante la Fase de Calificación se procederá a realizar una serie de cinco tiros desde el punto penal por equipo en un solo marco, declarando vencedor al Club que anote mayor número de goles. 
Si después de que cada Club haya lanzado la serie única de 5 tiros penales alternadamente y los dos Clubes obtuvieran el mismo número de goles o ninguno, se continuarán ejecutando los tiros penales que sean necesarios, uno por uno en el mismo orden, hasta el momento en que cada Club ejecute el mismo número de tiros penales. 
Cuando un Club haya marcado un gol más que el otro será el ganador de los tiros penales. El Club ganador en la serie de penales se le otorgará un punto extra. El Club que se niegue a tirar la serie de tiros penales, se hará acreedor a una multa de 50 000.00 $ (cincuenta mil pesos 00/100 m. n.) y al equipo contrario se le acreditará como ganador de los tiros penales.

## Información de los equipos

### Equipos por Entidad Federativa
| Entidad Federativa | N.º | Equipos                   |
| ------------------ | --- | ------------------------- |
| Ciudad de México   | 3   | América, Cruz Azul y UNAM |
| Jalisco            | 2   | Atlas y Guadalajara       |
| Nuevo León         | 2   | Monterrey y Tigres        |
| Aguascalientes     | 1   | Necaxa                    |
| Baja California    | 1   | Tijuana                   |
| Chihuahua          | 1   | Juárez                    |
| Coahuila           | 1   | Santos                    |
| Estado de México   | 1   | Toluca                    |
| Guanajuato         | 1   | León                      |
| Hidalgo            | 1   | Pachuca                   |
| Puebla             | 1   | Puebla                    |
| Querétaro          | 1   | Querétaro                 |
| San Luis Potosí    | 1   | Atlético de San Luis      |
| Sinaloa            | 1   | Mazatlán                  |

### Información de los equipos participantes
| Equipo               | Ciudad                           | Patrocinador       | Kit          |
| -------------------- | -------------------------------- | ------------------ | ------------ |
| América              | Ciudad de México                 | AT&T               | Nike         |
| Atlas                | Guadalajara, Jalisco             |                    | Charly       |
| Atlético de San Luis | San Luis Potosí, San Luis Potosí | Canel's            | Pirma        |
| Cruz Azul            | Ciudad de México                 | Cemento Cruz Azul  | Joma         |
| Guadalajara          | Guadalajara, Jalisco             | Sello Rojo         | Puma         |
| Juárez               | Ciudad Juárez, Chihuahua         | S-Mart             | Sporelli     |
| León                 | León, Guanajuato                 | Cementos Fortaleza | Charly       |
| Mazatlán             | Mazatlán, Sinaloa                | Banco Azteca       | Pirma        |
| Monterrey            | Monterrey, Nuevo León            | BBVA México        | Puma         |
| Necaxa               | Aguascalientes, Aguascalientes   | Rolcar             | Pirma        |
| Pachuca              | Pachuca, Hidalgo                 | Cementos Fortaleza | Charly       |
| Puebla               | Puebla, Puebla                   | Baz                | Umbro        |
| Querétaro            | Querétaro, Querétaro             | Pedigree           | Charly       |
| Santos               | Torreón, Coahuila                | Soriana            | Charly       |
| Tigres               | Monterrey, Nuevo León            | Cemex              | Adidas       |
| Tijuana              | Tijuana, Baja California         | Caliente           | Charly       |
| Toluca               | Toluca, Estado de México         | Arabela            | Under Armour |
| UNAM                 | Ciudad de México                 | DHL                | Nike         |

## Torneo Regular
- El Calendario completo según la página oficial.
- Los horarios son correspondientes al Tiempo del Centro de México (UTC-6 y UTC-5 en horario de verano).[1]

| Jornada 1            | Jornada 1 | Jornada 1 | Jornada 1   | Jornada 1   | Jornada 1 | Jornada 1  | Jornada 1 |
| Local                | Resultado | Resultado | Visitante   | Fecha       | Hora      | Amonestado | Expulsado |
| Local                | General   | Penales   | Visitante   | Fecha       | Hora      | Amonestado | Expulsado |
| -------------------- | --------- | --------- | ----------- | ----------- | --------- | ---------- | --------- |
| UNAM                 | 2 - 0     | 3 - 4     | Necaxa      | 22 de Julio | 10:00     | 1          | 0         |
| Pachuca              | 1 - 2     | 4 - 5     | Querétaro   | 22 de Julio | 11:00     | 4          | 0         |
| León                 | 0 - 1     | 3 - 4     | Atlas       | 22 de Julio | 15:45     | 7          | 0         |
| Juárez               | 1 - 3     | 5 - 4     | Toluca      | 23 de Julio | 9:00      | 3          | 0         |
| Monterrey            | 2 - 2     | 1 - 4     | Tijuana     | 23 de Julio | 9:00      | 1          | 0         |
| Mazatlán             | 1 - 2     | 5 - 4     | Santos      | 23 de Julio | 10:00     | 5          | 0         |
| Cruz Azul            | 0 - 2     | 2 - 4     | América     | 23 de Julio | 11:00     | 5          | 0         |
| Atlético de San Luis | 3 - 1     | 4 - 3     | Guadalajara | 9 de Agosto | 10:00     | 4          | 2         |

| Jornada 2 | Jornada 2 | Jornada 2 | Jornada 2            | Jornada 2   | Jornada 2 | Jornada 2  | Jornada 2 |
| Local     | Resultado | Resultado | Visitante            | Fecha       | Hora      | Amonestado | Expulsado |
| Local     | General   | Penales   | Visitante            | Fecha       | Hora      | Amonestado | Expulsado |
| --------- | --------- | --------- | -------------------- | ----------- | --------- | ---------- | --------- |
| América   | 3 - 2     | 3 - 0     | UNAM                 | 29 de Julio | 12:00     | 5          | 0         |
| Querétaro | 0 - 0     | 2 - 4     | Cruz Azul            | 29 de Julio | 13:45     | 2          | 0         |
| Necaxa    | 0 - 0     | 3 - 4     | Toluca               | 29 de Julio | 13:45     | 4          | 0         |
| Puebla    | 0 - 0     | 4 - 2     | Pachuca              | 29 de Julio | 13:45     | 6          | 0         |
| Santos    | 2 - 2     | 4 - 5     | León                 | 30 de Julio | 9:00      | 3          | 0         |
| Atlas     | 0 - 0     | 2 - 4     | UANL                 | 30 de Julio | 9:00      | 4          | 1         |
| Tijuana   | 2 - 0     | 8 - 7     | Atlético de San Luis | 30 de Julio | 10:00     | 1          | 1         |
| Mazatlán  | 1 - 0     | 3 - 1     | Monterrey            | 30 de Julio | 10:00     | 3          | 0         |

| Jornada 3            | Jornada 3 | Jornada 3 | Jornada 3 | Jornada 3   | Jornada 3 | Jornada 3  | Jornada 3 |
| Local                | Resultado | Resultado | Visitante | Fecha       | Hora      | Amonestado | Expulsado |
| Local                | General   | Penales   | Visitante | Fecha       | Hora      | Amonestado | Expulsado |
| -------------------- | --------- | --------- | --------- | ----------- | --------- | ---------- | --------- |
| UANL                 | 0 - 1     | 4 - 5     | León      | 5 de Agosto | 9:00      | 3          | 0         |
| UNAM                 | 1 - 0     | 1 - 4     | Querétaro | 5 de Agosto | 10:00     | 2          | 0         |
| Pachuca              | 6 - 1     | 4 - 2     | Juárez    | 5 de Agosto | 11:00     | 1          | 0         |
| Toluca               | 5 - 0     | 4 - 1     | Puebla    | 5 de Agosto | 11:00     | 3          | 0         |
| Necaxa               | 0 - 0     | 2 - 3     | Cruz Azul | 5 de Agosto | 15:45     | 0          | 0         |
| Guadalajara          | 1 - 0     | 6 - 7     | Mazatlán  | 5 de Agosto | 15:45     | 2          | 1         |
| Monterrey            | 1 - 0     | 2 - 4     | Atlas     | 6 de Agosto | 10:00     | 3          | 0         |
| Atlético de San Luis | 0 - 1     | 5 - 6     | Santos    | 6 de Agosto | 10:00     | 3          | 0         |

| Jornada 4 | Jornada 4 | Jornada 4 | Jornada 4 | Jornada 4 | Jornada 4 | Jornada 4  | Jornada 4 |
| Local     | Resultado | Resultado | Visitante | Fecha     | Hora      | Amonestado | Expulsado |
| Local     | General   | Penales   | Visitante | Fecha     | Hora      | Amonestado | Expulsado |
| --------- | --------- | --------- | --------- | --------- | --------- | ---------- | --------- |
| Sin Datos |           |           |           |           |           |            |           |

| Jornada 5 | Jornada 5 | Jornada 5 | Jornada 5 | Jornada 5 | Jornada 5 | Jornada 5  | Jornada 5 |
| Local     | Resultado | Resultado | Visitante | Fecha     | Hora      | Amonestado | Expulsado |
| Local     | General   | Penales   | Visitante | Fecha     | Hora      | Amonestado | Expulsado |
| --------- | --------- | --------- | --------- | --------- | --------- | ---------- | --------- |
| Sin Datos |           |           |           |           |           |            |           |

| Jornada 6 | Jornada 6 | Jornada 6 | Jornada 6 | Jornada 6 | Jornada 6 | Jornada 6  | Jornada 6 |
| Local     | Resultado | Resultado | Visitante | Fecha     | Hora      | Amonestado | Expulsado |
| Local     | General   | Penales   | Visitante | Fecha     | Hora      | Amonestado | Expulsado |
| --------- | --------- | --------- | --------- | --------- | --------- | ---------- | --------- |
| Sin Datos |           |           |           |           |           |            |           |

| Jornada 7 | Jornada 7 | Jornada 7 | Jornada 7 | Jornada 7 | Jornada 7 | Jornada 7  | Jornada 7 |
| Local     | Resultado | Resultado | Visitante | Fecha     | Hora      | Amonestado | Expulsado |
| Local     | General   | Penales   | Visitante | Fecha     | Hora      | Amonestado | Expulsado |
| --------- | --------- | --------- | --------- | --------- | --------- | ---------- | --------- |
| Sin Datos |           |           |           |           |           |            |           |

| Jornada 8 | Jornada 8 | Jornada 8 | Jornada 8 | Jornada 8 | Jornada 8 | Jornada 8  | Jornada 8 |
| Local     | Resultado | Resultado | Visitante | Fecha     | Hora      | Amonestado | Expulsado |
| Local     | General   | Penales   | Visitante | Fecha     | Hora      | Amonestado | Expulsado |
| --------- | --------- | --------- | --------- | --------- | --------- | ---------- | --------- |
| Sin Datos |           |           |           |           |           |            |           |

| Jornada 9 | Jornada 9 | Jornada 9 | Jornada 9 | Jornada 9 | Jornada 9 | Jornada 9  | Jornada 9 |
| Local     | Resultado | Resultado | Visitante | Fecha     | Hora      | Amonestado | Expulsado |
| Local     | General   | Penales   | Visitante | Fecha     | Hora      | Amonestado | Expulsado |
| --------- | --------- | --------- | --------- | --------- | --------- | ---------- | --------- |
| Sin Datos |           |           |           |           |           |            |           |

| Jornada 10 | Jornada 10 | Jornada 10 | Jornada 10 | Jornada 10 | Jornada 10 | Jornada 10 | Jornada 10 |
| Local      | Resultado  | Resultado  | Visitante  | Fecha      | Hora       | Amonestado | Expulsado  |
| Local      | General    | Penales    | Visitante  | Fecha      | Hora       | Amonestado | Expulsado  |
| ---------- | ---------- | ---------- | ---------- | ---------- | ---------- | ---------- | ---------- |
| Sin Datos  |            |            |            |            |            |            |            |

| Jornada 11 | Jornada 11 | Jornada 11 | Jornada 11 | Jornada 11 | Jornada 11 | Jornada 11 | Jornada 11 |
| Local      | Resultado  | Resultado  | Visitante  | Fecha      | Hora       | Amonestado | Expulsado  |
| Local      | General    | Penales    | Visitante  | Fecha      | Hora       | Amonestado | Expulsado  |
| ---------- | ---------- | ---------- | ---------- | ---------- | ---------- | ---------- | ---------- |
| Sin Datos  |            |            |            |            |            |            |            |

| Jornada 12 | Jornada 12 | Jornada 12 | Jornada 12 | Jornada 12 | Jornada 12 | Jornada 12 | Jornada 12 |
| Local      | Resultado  | Resultado  | Visitante  | Fecha      | Hora       | Amonestado | Expulsado  |
| Local      | General    | Penales    | Visitante  | Fecha      | Hora       | Amonestado | Expulsado  |
| ---------- | ---------- | ---------- | ---------- | ---------- | ---------- | ---------- | ---------- |
| Sin Datos  |            |            |            |            |            |            |            |

| Jornada 13 | Jornada 13 | Jornada 13 | Jornada 13 | Jornada 13 | Jornada 13 | Jornada 13 | Jornada 13 |
| Local      | Resultado  | Resultado  | Visitante  | Fecha      | Hora       | Amonestado | Expulsado  |
| Local      | General    | Penales    | Visitante  | Fecha      | Hora       | Amonestado | Expulsado  |
| ---------- | ---------- | ---------- | ---------- | ---------- | ---------- | ---------- | ---------- |
| Sin Datos  |            |            |            |            |            |            |            |

| Jornada 14 | Jornada 14 | Jornada 14 | Jornada 14 | Jornada 14 | Jornada 14 | Jornada 14 | Jornada 14 |
| Local      | Resultado  | Resultado  | Visitante  | Fecha      | Hora       | Amonestado | Expulsado  |
| Local      | General    | Penales    | Visitante  | Fecha      | Hora       | Amonestado | Expulsado  |
| ---------- | ---------- | ---------- | ---------- | ---------- | ---------- | ---------- | ---------- |
| Sin Datos  |            |            |            |            |            |            |            |

| Jornada 15 | Jornada 15 | Jornada 15 | Jornada 15 | Jornada 15 | Jornada 15 | Jornada 15 | Jornada 15 |
| Local      | Resultado  | Resultado  | Visitante  | Fecha      | Hora       | Amonestado | Expulsado  |
| Local      | General    | Penales    | Visitante  | Fecha      | Hora       | Amonestado | Expulsado  |
| ---------- | ---------- | ---------- | ---------- | ---------- | ---------- | ---------- | ---------- |
| Sin Datos  |            |            |            |            |            |            |            |

| Jornada 16 | Jornada 16 | Jornada 16 | Jornada 16 | Jornada 16 | Jornada 16 | Jornada 16 | Jornada 16 |
| Local      | Resultado  | Resultado  | Visitante  | Fecha      | Hora       | Amonestado | Expulsado  |
| Local      | General    | Penales    | Visitante  | Fecha      | Hora       | Amonestado | Expulsado  |
| ---------- | ---------- | ---------- | ---------- | ---------- | ---------- | ---------- | ---------- |
| Sin Datos  |            |            |            |            |            |            |            |

| Jornada 17 | Jornada 17 | Jornada 17 | Jornada 17 | Jornada 17 | Jornada 17 | Jornada 17 | Jornada 17 |
| Local      | Resultado  | Resultado  | Visitante  | Fecha      | Hora       | Amonestado | Expulsado  |
| Local      | General    | Penales    | Visitante  | Fecha      | Hora       | Amonestado | Expulsado  |
| ---------- | ---------- | ---------- | ---------- | ---------- | ---------- | ---------- | ---------- |
| Sin Datos  |            |            |            |            |            |            |            |

| Jornada 18 | Jornada 18 | Jornada 18 | Jornada 18 | Jornada 18 | Jornada 18 | Jornada 18 | Jornada 18 |
| Local      | Resultado  | Resultado  | Visitante  | Fecha      | Hora       | Amonestado | Expulsado  |
| Local      | General    | Penales    | Visitante  | Fecha      | Hora       | Amonestado | Expulsado  |
| ---------- | ---------- | ---------- | ---------- | ---------- | ---------- | ---------- | ---------- |
| Sin Datos  |            |            |            |            |            |            |            |

## Tabla por Grupos
- Datos según la página oficial de la competición.
- Fecha de actualización: 24 de noviembre de 2023

## Tabla General
- Datos según la página oficial de la competición.
- Fecha de actualización: 24 de noviembre de 2023

## Liguilla
|  | Cuartos de final                  | Cuartos de final                  | Cuartos de final                  |         |         | Semifinales                     | Semifinales                     | Semifinales                     |  |      | Final                           | Final                           | Final                           | Final                           | Final                           |  |
|  | 25 de Noviembre y 26 de Noviembre | 25 de Noviembre y 26 de Noviembre | 25 de Noviembre y 26 de Noviembre |         |         | 2 de Diciembre y 3 de diciembre | 2 de Diciembre y 3 de diciembre | 2 de Diciembre y 3 de diciembre |  |      | 6 de Diciembre y 9 de Diciembre | 6 de Diciembre y 9 de Diciembre | 6 de Diciembre y 9 de Diciembre | 6 de Diciembre y 9 de Diciembre | 6 de Diciembre y 9 de Diciembre |  |
|  |                                   |                                   |                                   |         |         |                                 |                                 |                                 |  |      |                                 |                                 |                                 |                                 |                                 |  |
|  |                                   |                                   |                                   |         |         |                                 |                                 |                                 |  |      |                                 |                                 |                                 |                                 |                                 |  |
|  | Pachuca                           | Pachuca                           | 4                                 |         |         |                                 |                                 |                                 |  |      |                                 |                                 |                                 |                                 |                                 |  |
|  | Pachuca                           | Pachuca                           | 4                                 |         |         |                                 |                                 |                                 |  |      |                                 |                                 |                                 |                                 |                                 |  |
|  | Atlas                             | Atlas                             | 0                                 |         |         |                                 |                                 |                                 |  |      |                                 |                                 |                                 |                                 |                                 |  |
|  | Atlas                             | Atlas                             | 0                                 |         | Pachuca | Pachuca                         | 2                               |                                 |  |      |                                 |                                 |                                 |                                 |                                 |  |
|  |                                   |                                   |                                   |         | Pachuca | Pachuca                         | 2                               |                                 |  |      |                                 |                                 |                                 |                                 |                                 |  |
|  |                                   |                                   | León                              | León    | 3       |                                 |                                 |                                 |  |      |                                 |                                 |                                 |                                 |                                 |  |
|  | León                              | León                              | León                              | León    | 3       | 4                               |                                 |                                 |  |      |                                 |                                 |                                 |                                 |                                 |  |
|  | León                              | León                              |                                   |         |         |                                 |                                 |                                 |  |      |                                 |                                 |                                 |                                 |                                 |  |
|  | UNAM                              | UNAM                              | 0                                 |         |         |                                 |                                 |                                 |  |      |                                 |                                 |                                 |                                 |                                 |  |
|  | UNAM                              | UNAM                              | 0                                 |         |         |                                 |                                 |                                 |  | León | León                            | 2                               | 1                               | 3 (5) p.                        |                                 |  |
|  |                                   |                                   |                                   |         |         |                                 |                                 |                                 |  | León | León                            | 2                               | 1                               | 3 (5) p.                        |                                 |  |
|  |                                   |                                   | América                           | América | 2       | 1                               | 3 (4)                           |                                 |  |      |                                 |                                 |                                 |                                 |                                 |  |
|  | Tigres                            | Tigres                            | América                           | América | 2       | 1                               | 3 (4)                           | 2                               |  |      |                                 |                                 |                                 |                                 |                                 |  |
|  | Tigres                            | Tigres                            |                                   |         |         |                                 |                                 | 2                               |  |      |                                 |                                 |                                 |                                 |                                 |  |
|  | Toluca                            | Toluca                            | 1                                 |         |         |                                 |                                 |                                 |  |      |                                 |                                 |                                 |                                 |                                 |  |
|  | Toluca                            | Toluca                            | 1                                 |         | Tigres  | Tigres                          | 0                               |                                 |  |      |                                 |                                 |                                 |                                 |                                 |  |
|  |                                   |                                   |                                   |         | Tigres  | Tigres                          | 0                               |                                 |  |      |                                 |                                 |                                 |                                 |                                 |  |
|  |                                   |                                   | América                           | América | 2       |                                 |                                 |                                 |  |      |                                 |                                 |                                 |                                 |                                 |  |
|  | América                           | América                           | América                           | América | 2       | 1                               |                                 |                                 |  |      |                                 |                                 |                                 |                                 |                                 |  |
|  | América                           | América                           |                                   |         |         |                                 |                                 |                                 |  |      |                                 |                                 |                                 |                                 |                                 |  |
|  | Atlético de San Luis              | Atlético de San Luis              | 0                                 |         |         |                                 |                                 |                                 |  |      |                                 |                                 |                                 |                                 |                                 |  |
|  | Atlético de San Luis              | Atlético de San Luis              | 0                                 |         |         |                                 |                                 |                                 |  |      |                                 |                                 |                                 |                                 |                                 |  |
|  |                                   |                                   |                                   |         |         |                                 |                                 |                                 |  |      |                                 |                                 |                                 |                                 |                                 |  |

## Estadísticas

### Clasificación juego limpio
- Datos según la página oficial.
- Fecha de actualización: 24 de noviembre de 2023

• En caso de empate, la tabla general de posiciones es el principal criterio para desempatar.

### Máximas goleadoras
Lista con las máximas goleadoras del torneo.
| Posición | Jugadora                 | Club        | Goles | Min. | Frec.  |
| -------- | ------------------------ | ----------- | ----- | ---- | ------ |
| 1°       | Ivanna Guadalupe Estrada | 'Toluca'    | 15    | 1384 | 92.27  |
| 2°       | Karla Betzabe Moreno     | América     | 12    | 1196 | 99.67  |
| 3°       | Karen Daniela Jasso      | Pachuca     | 9     | 1134 | 126.00 |
| 4°       | Ariana Yaniz Navarro     | Guadalajara | 9     | 1173 | 130.33 |